# Michael Che
Pour les articles homonymes, voir Che (homonymie).
Michael Che Campbell, né le 19 mai 1983 à Manhattan (New York), est un humoriste américain. Il est « correspondant » pour l'émission The Daily Show en 2014, et fait partie de l'équipe de l'émission télévisée humoristique Saturday Night Live diffusée sur NBC, pour laquelle il écrit des textes et anime la parodie de journal Weekend Update.

## Biographie

### Jeunesse
Michael Che naît et grandit dans le Lower East Side, quartier populaire de Manhattan. Il est le cadet d'une famille de sept enfants. Après la séparation de ses parents, il est élevé par sa mère, qui le met dehors alors qu'il est âgé de 14 ans. Il rejoint alors son père, installé dans le quartier de Hell's Kitchen. Attiré par les arts visuels, il pratique la peinture et intègre l'école artistique Fiorello H. LaGuardia High School of Music & Art and Performing Arts. Che travaille durant deux ans au service client d'un concessionnaire automobile. Par la suite, il peint des portraits sur des tee-shirts, qu'il vend dans le quartier de SoHo,.

### Début de carrière
Sans avoir jamais pris de cours de comédie, Michael Che se rend en 2010 à une soirée scène libre, ce qui constitue pour lui une révélation. Il s'y consacre ensuite régulièrement. Che décide de se lancer dans le stand-up et se produit dans les clubs de New York. Il est remarqué par la chaîne Comedy Central et est invité dans l'émission New York Stand-Up Show de John Oliver. Il apparaît également dans le Late Show with David Letterman et dans l'émission hebdomadaire Best Week Ever (en) de la chaîne musicale VH1,.
Che se produit à l'étranger, notamment au Melbourne International Comedy Festival et en 2013 à l'Edinburgh Festival Fringe, où il donne 25 représentations en 26 jours de son spectacle humoristique Cartoon Violence. La même année, Che est engagé comme scénariste pour l'émission humoristique Saturday Night Live, diffusée par le réseau NBC. Il figure dans la liste des « 50 personnes les plus drôles du moment » (« The 50 Funniest People Now ») établie par le magazine Rolling Stone. En 2014, l'humoriste rejoint The Daily Show en tant que « correspondant » et se produit dans l'émission The Half Hour (en) de la chaîne Comedy Central, qui présente des comédiens de stand-up. Che est choisi par le producteur Lorne Michaels pour animer en compagnie de Colin Jost la séquence Weekend Update de Saturday Night Live, qui parodie les journaux télévisés.